# Phil Boggs
Phil Boggs, né le 29 décembre 1949 à Akron (Ohio) et mort le 4 juillet 1990 à Miami, est un plongeur américain.

## Palmarès

### Jeux olympiques
- Tokyo 1964
  -  Médaille d'or en tremplin 3 mètres[1].

### Championnats du monde
- Championnats du monde de natation 1973
  -  Médaille d'or en tremplin 3 mètres
- Championnats du monde de natation 1975
  -  Médaille d'or en tremplin 3 mètres
- Championnats du monde de natation 1978
  -  Médaille d'or en tremplin 3 mètres